# Cinco de mayo: La batalla
Cinco de mayo: La batalla és una pel·lícula mexicana de 2013, escrita i dirigida per Rafa Lara, el film està basat en els esdeveniments bèl·lics ocorreguts el 5 de maig de 1862 a Puebla, Mèxic; és protagonitzada per Kuno Becker (com Ignacio Zaragoza), Javier Oliván, Christian Vázquez, Pablo Abitia i Liz Gallardo. La pel·lícula es va estrenar en Mèxic i Estats Units el 3 de maig de 2013. La pel·lícula va tenir un cost de 80 milions de pesos mexicans (aproximadament 6 milions de dòlars) xifra històrica al cinema mexicà, convertint-la en una de les pel·lícules mexicanes més costoses fins avui.

## Trama
Poc després de la fi de la Guerra de Reforma, l'exèrcit de Benito Juárez resulta triomfador i entra a la ciutat de Mèxic. Els pocs conservadors restants són exiliats o inicien una guerra de guerrilles. Mentrestant, a París, França, un grup de conservadors mexicans (José María Gutiérrez d'Estrada, José Manuel Hidalgo i Juan Nepomuceno Almonte - fill il·legítim de José María Morelos y Pavón) tenen audiència amb l'emperador Napoleó III durant l'òpera Don Giovanni, a qui li expliquen la situació de Mèxic. Ple d'ambició, aquest decideix enviar una expedició a Mèxic al comandament del general Ferdinand Latrille (William Miller), comte de Lorencez, qui accepta gustós de la nova empresa. Mesos després es reunirien els mandataris de França, Espanya i el Regne Unit a Londres per a organitzar una invasió a territoris mexicans.
Al gener de 1862, Juan (Christian Vázquez) i Artemio (Javier Oliván), dos guaites del port de Veracruz, albiren una gran flota emergint de la boira. Eren els vaixells espanyols provinents de Cuba. Assabentant-se de la invasió, les tropes mexicanes al port són ràpidament retirades per reagrupar-se en el camí a la capital. Les tropes europees a Veracruz comencen a patir de vòmit negre per la humitat i el relleu. Mentrestant, a la capital, el president Benito Juárez envia al delegat Manuel Doblado a parlamentar amb el general espanyol, Joan Prim i Prats (Ginés García Millán), qui sent que la invasió en si no era gaire bona idea. No pensava el mateix el diplomàtic francès Dubois de Saligny (Álvaro García Trujillo), qui entenia l'encàrrec de l'emperador i esperava l'arribada de Lorencez. Una vegada a Mèxic, Lorencez i Saligny revelen les intencions de marxar fins a la capital juntament amb el Gral. Almonte i declaren trencada l'aliança tripartida.
El general Ignacio Zaragoza (Kuno Becker) s'acomiada de la seva moribunda esposa mentre és nomenat encarregat de la defensa nacional i marxa a Orizaba, on comença a reunir l'exèrcit de Juárez.

## Repartiment
- Christian Vázquez com "Juan".
- Javier Oliván com " Artemio".

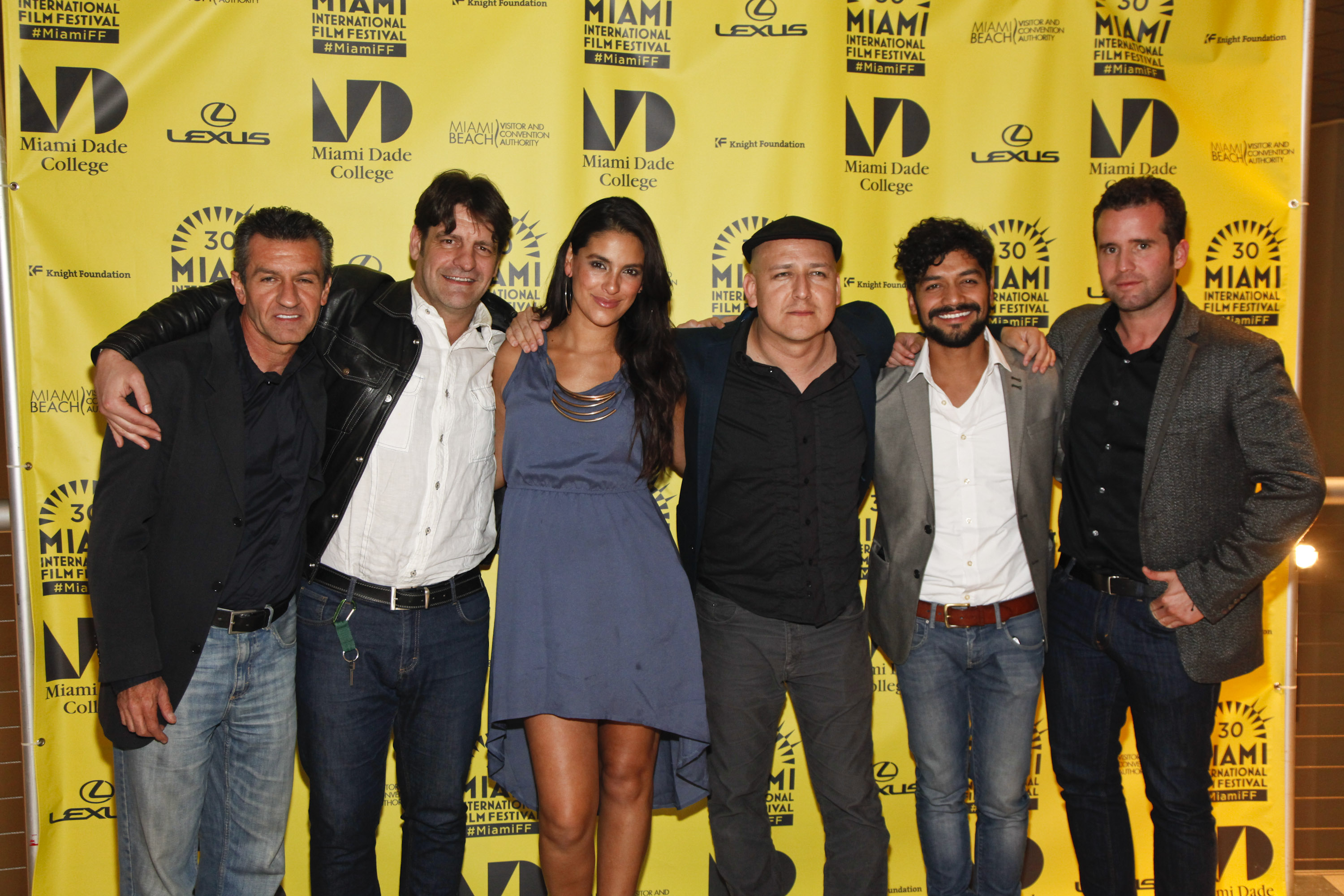
Paco Gallastegui, J.C. Montes-Roldan, Liz Gallardo, Rafa Lara, Christian Vázquez i Antonio Merlano

- Kuno Bécker com "Ignacio Zaragoza".
- Liz Gallardo com "Citlali".
- William Miller com "Charles Ferdinand Latrille".
- J.C. Montes-Roldan com "Tinent Fauvet".
- Ginés García Millán com "Joan Prim i Prats".
- Pablo Abitia com "Ignacio Mejía".
- Mario Zaragoza com "Juan Nepomuceno Almonte".
- Andrés Montiel com "General Antonio Álvarez".
- Jorge Luis Moreno com '"Sergent Vachéz"
- Pascacio López com "Porfirio Díaz".
- Noé Hernández com "Benito Juárez".
- Angélica Aragón com "Doña Soledad".
- Ximena Rubio com "Rafaela Padilla de Zaragoza".
- Javier Díaz Dueñas  com Doctor
- Quirino Merino Arauz  com tinent

## Premis
En la LVI edició dels Premis Ariel va guanyar el premi als millors efectes visuals i als millors efectes especials mentre que a la 43a edició de les Diosas de Plata Mauricio Peña Flores va rebre una Diosa de Plata especial.